# المقاومة الشعبية الجزائرية ضد فرنسا
بمجرد أن وطأت الجيوش الفرنسية أرض الجزائر، هب الشعب الجزائري الرافض للسيطرة الأجنبية للدفاع عن أرضه، قائما إلى جهاد نادت إليه الحكومة المركزية، وطبقة العلماء والأعيان.

## المقاومات الشعبية

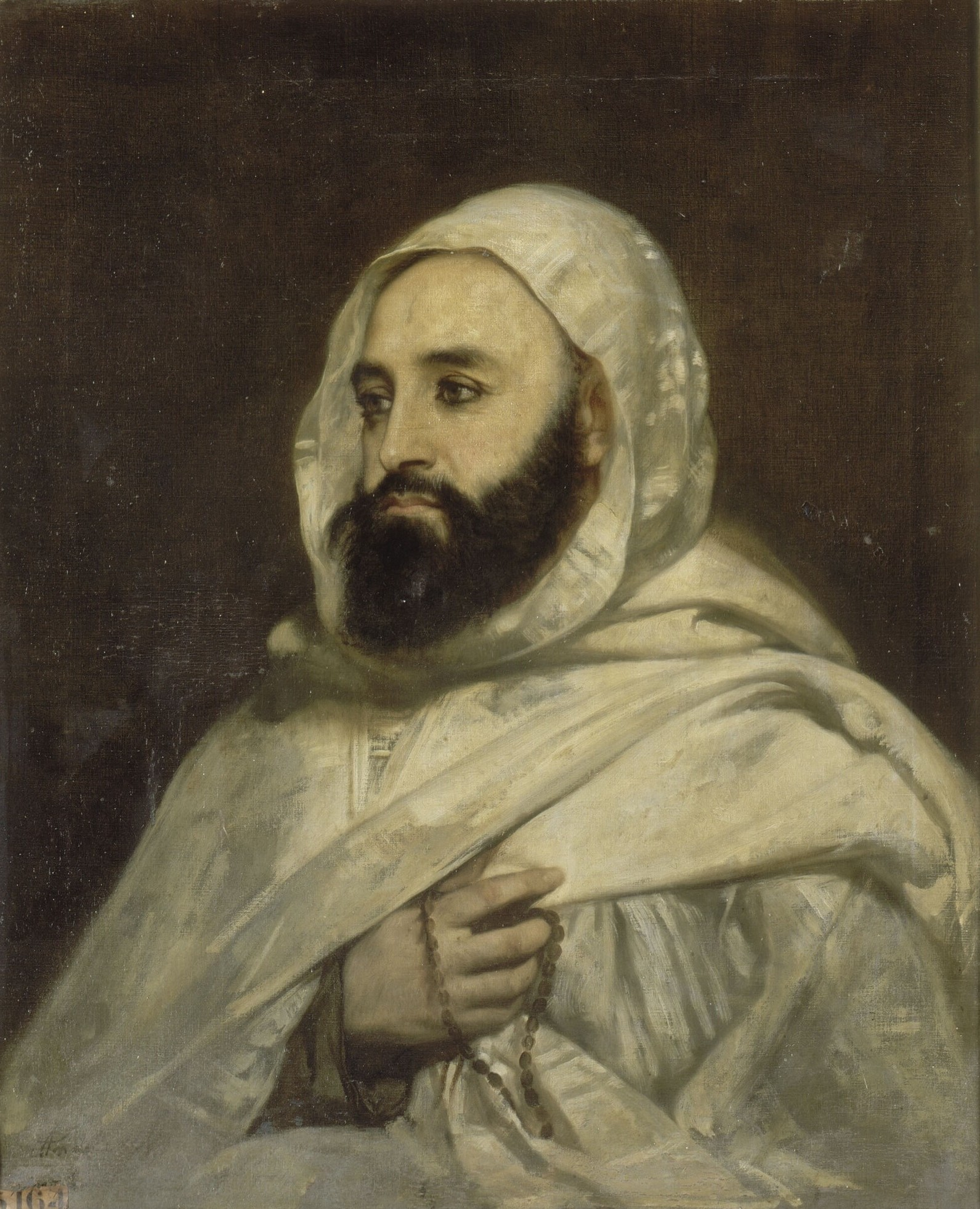
الأمير عبد القادر

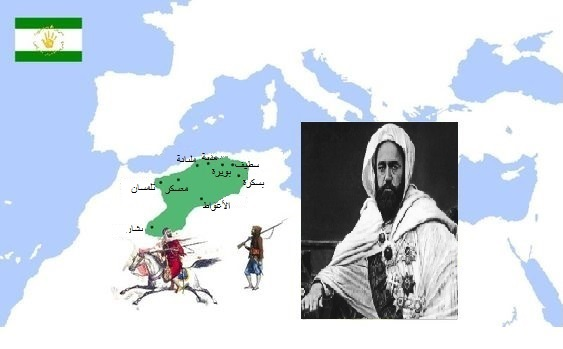
دولة الأمير عبدالقادر

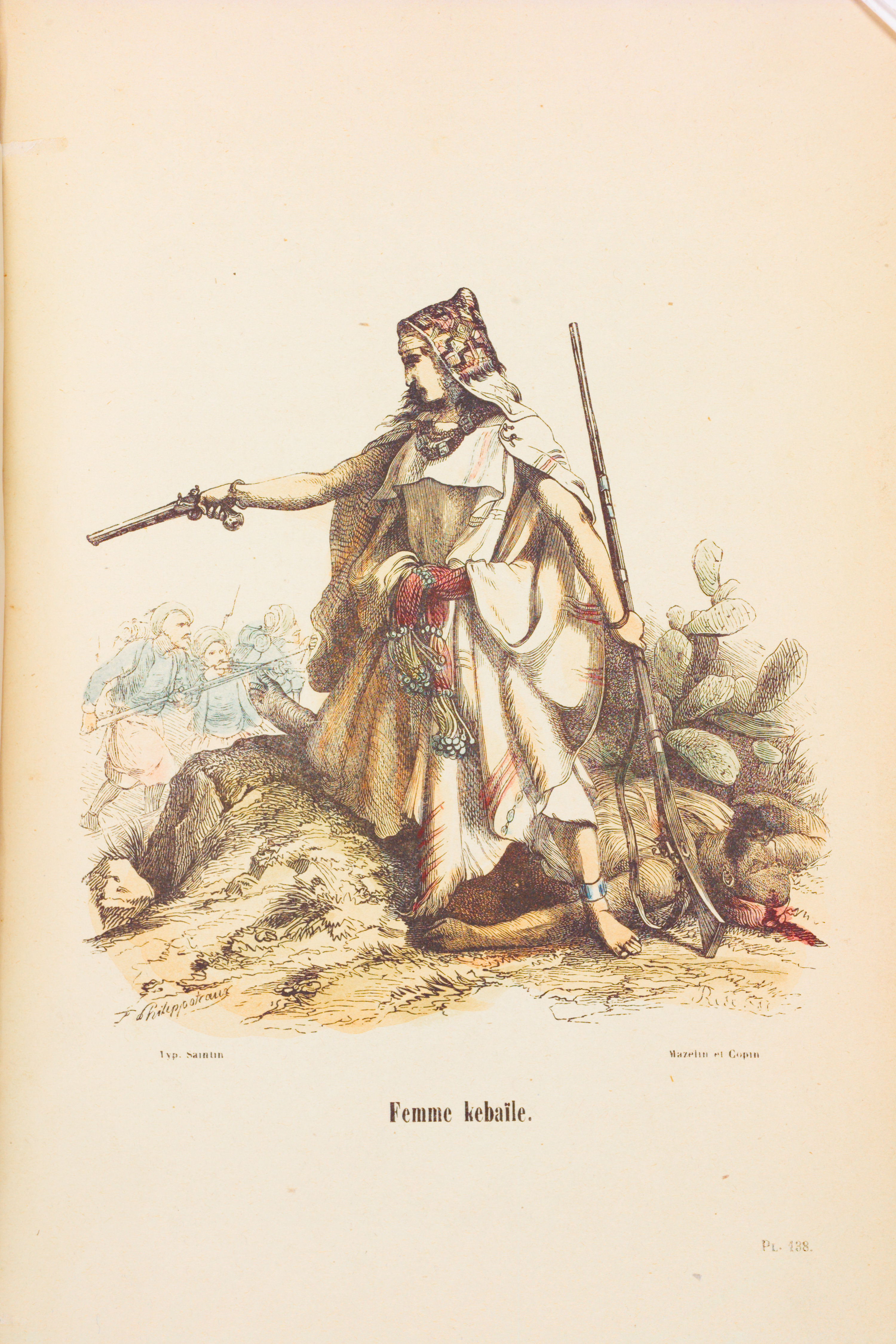
فاطمة نسومر

تركزت المقاومة الجزائرية في البداية على محاولة وقف عمليات الاحتلال، وضمان بقاء الدولة. لكن معظم هذه المحاولات باءت بالفشل نظرا لعدم توازن القوى، وتشتت الثورات جغرافيا أمام الجيوش الفرنسية المنظمة التي ظلت تتزايد وتتضاعف لديها الإمدادات.
استمر صمود الجزائريين طوال فترة الغزو متمثلا في مقاومات شعبية تواصلت طيلة القرن التاسع عشر إلى بداية القرن العشرين. ومن أهم الثورات المسلحة خلال هذه الفترة:
- مقاومة متيجة بتاريخ 7 جوان 1830 م سقطت العاصمة الجزائرية في يدي الجيش الفرنسي وبدأت مرحلة جديدة من تاريخ الجزائر الحديث هي فترة الاستعمار الفرنسي، إن سقوط الحكم العثماني أدى إلى فراغ سياسي ظهرت على إثره زعامات سياسية وعسكرية في أرياف وبلدات و مدن منطقة متيجة أخذت على عاتقها مهمة التصدي للاحتلال الفرنسي، إنها أول مقاومة شعبية مسلحة للجزائريين ضد الوجود الفرنسي والتي ستتعمم في كل أرجاء الوطن وتستمر حتى مطلع القرن 20 م.[4]
- مقاومة الأمير عبد القادر الجزائري والتي امتدت من 1832 إلى 1847 وشملت الغرب الجزائري.[5][6]
- مقاومة أحمد باي من 1837 إلى 1848 وشملت منطقة قسنطينة.[7]
- مقاومة الزواوة من 1837 إلى 1845 وشملت منطقة القبائل المنخفضة.[8][9]
- ثورة محمد بن عبد الله الملقب بومعزة، من 1845 إلى 1847 بالشلف (الظهرة[10]) والحضنة والتيطري.
- مقاومة الخليفة أحمد بن سالم في الأغواط من 1848 إلى 1849.
- مقاومة الزعاطشة من 1848 إلى 1849 بالزعاطشة (بسكرة) والأوراس. ومن أهم قادتها بوزيان (بو عمار).[11]
- انتفاضة الناصر بن شهرة من 1851 إلى 1875: معظم ربوع الصحراء الجزائرية وبعض المناطق في الشمال.
- ثورة القبائل من 1851 إلى 1857 بقيادة لالة فاطمة نسومر والشريف بوبغلة الذي انطلق من منطقة العذاورة.
- مقاومة الأغواط وتقرت من 1852 إلى 1854 تحت قيادة الشريف محمد بن عبد الله بن سليمان.[12]
- ثورة أولاد سيدي الشيخ من 1864 إلى 1880 بواحة البيض وجبل عمور ومنطقة التيطري، سور الغزلان والعذاورة وتيارت بقيادة سليمان بن حمزة، أحمد بن حمزة، سي لتعلي.[13]
- مقاومة الشيخ المقراني من 1871 إلى 1872[14][15] بكل من برج بوعريريج، مجانة، سطيف، تيزي وزو، ذراع الميزان، باتنة، سور الغزلان، العذاورة ،الحضنة.[16]
- ثورة 1871 في جيجل والشمال القسنطيني[17]
- ثورة الأوراس[18] بقيادة: الشيخ محمد الصالح بن عبد الرحمن المدعو محمد بن جار الله، من قرية جار الله من عرش بني بوسليمان.
- مقاومة الشيخ بوعمامة 1881-1883 ،وشملت عين الصفراء، تيارت، سعيدة، عين صالح.
- مقاومة الطوارق من 1881 إلى 1919 بتاغيت، الهقار، جانت، ميزاب، ورقلة، بقيادة الشيخ أمود، ضد حملات فلاتيرس سنة 1881 ويلات سنة 1886 ودولس سنة 1889 وموريس سنة 1895 واستمرت مقامتهم حتى 1919.[19][20]
- مقاومة الحليمية سنة 1914 إلى سنة 1916 بقيادة عمر بن موسى بجبل مستاوة—الاوراس.[16]
- ثورة الأوراس الثانية حيث تجمع سكان عين توتة وبريكة قرب بومغرار في 11 نوفمبر 1916 وأعلنوا الجهاد ودخلوا في معارك طاحنة مع القوات الفرنسية ألحقت هزائم بالجيش الفرنسي طوال 1916-1917.[21][22]

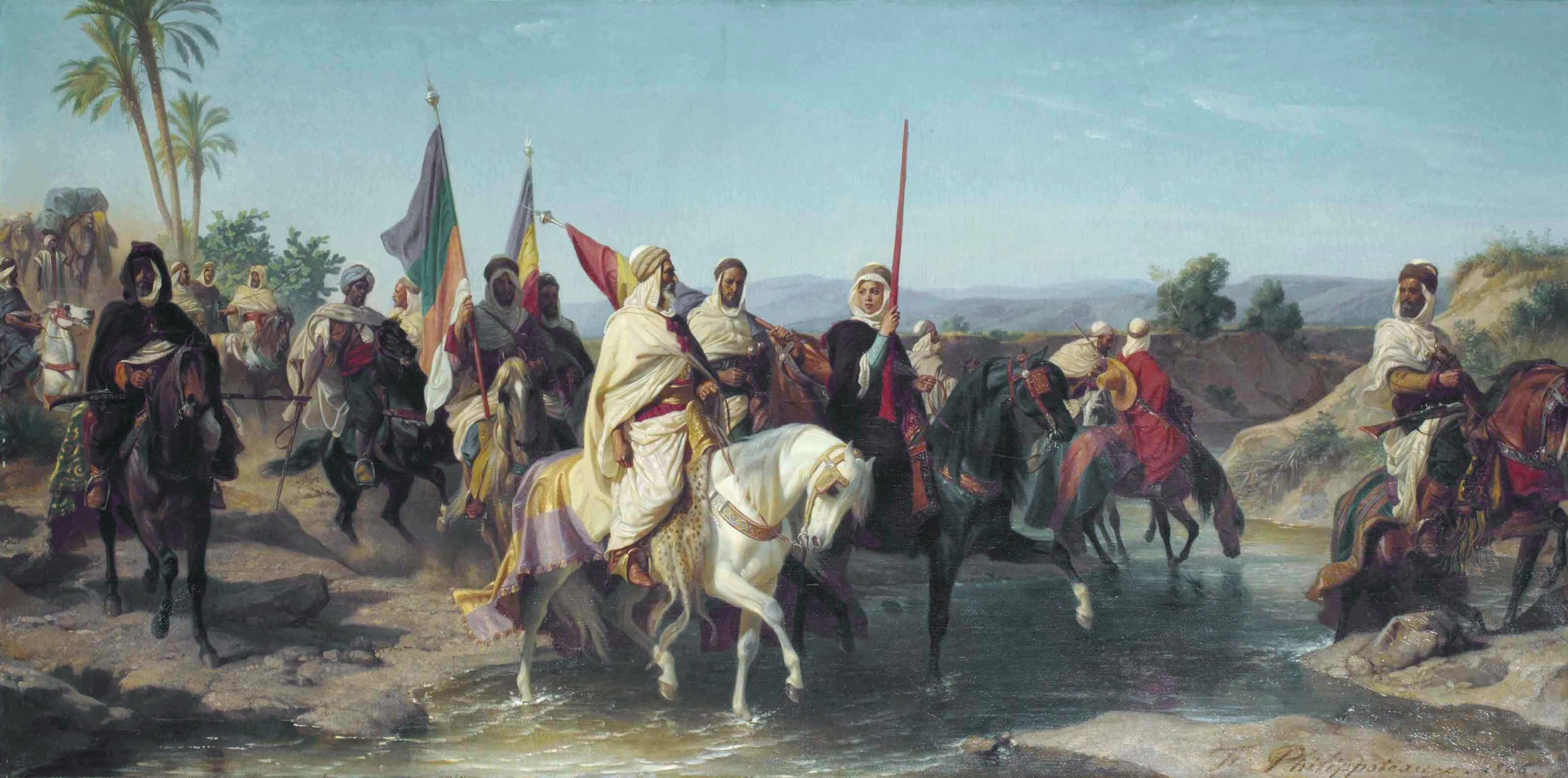
صورة مفترضة للشريف “بوبغلة” و “لالّه فاطمة نسومر” يقودان جيش المقاومة الشعبية الجزائرية ضد فرنسا (1866) ، الجزائر ، قصر المرادية.

- صورة مفترضة للشريف “بوبغلة” و “لالّه فاطمة نسومر” يقودان جيش المقاومة الشعبية الجزائرية ضد فرنسا (1866) ، الجزائر ، قصر المرادية.

## التسلسل الزمني للمقاومة
| البداية        | النهاية         | الأحداث |
| -------------- | --------------- | --- |
| 14 يونيو 1830  |                 | القوات الفرنسية تقوم بعملية إنزال على شاطئ سيدي فرج |
| 5 يوليو 1830   |                 | توقيع اتفاقية الاستسلام من طرف داي الجزائر |
| 1830           | 1838            | مقاومة متيجة ومنطقة القبائل لهجمات البارون ماكسيميليان جوزيف شوينبيرغ. ولم يتمكن الفرنسيون من احتلال سهل متيجة نهائيا إلا في عهد الماريشال سيلفان شارل فالي الذي احتل مدينة القليعة في مارس 1838م ومدينة البليدة في ماي 1838م.                           |
| 1832           | 1847            | مبايعة الأمير عبد القادر (1832) وثورة الأمير عبد القادر حيث تعترف فرنسا بسلطته على الوسط والغرب الجزائري، مما يمثل ميلاد الدولة الجزائرية. |
| 1832           | 1848            | مقاومة أحمد باي بن محمد الشريف في الشرق الجزائري. |
| 1834           |                 | توقيع معاهدة دي ميشال بين الأمير وفرنسا |
| 1837           |                 | معركة ثنية بني عائشة بين الزواوة والفرنسيين |
| 1837           |                 | توقيع اتفاقية بين الأمير والجنرال بيجو تدعى معاهدة تافنة |
| 16 يوليو 1849. | 26 نوفمبر 1849. | مقاومة الزعاطشة بقيادة الشيخ أحمد بوزيان. |
| 1851           | 1860            | مقاومة الشريف بوبغلة وفاطمة نسومر بجرجرة والقبائل. |
| 1851           | 1875            | مقاومة بن ناصر بن شهرة الاغواط وتعد أطول مقاومة لاقاها الاستدمار الفرنسي حيث دامت حوالي 24 سنة قام خلالها القائد الأسطورة بن ناصر بن شهرة - لم تجد له قوات الاستدمار صورة فلقبته بالروجي - بهزم الجيش الفرنسي في عدة معارك بالوسط وجنوب الشرق الجزائريي. |
| 1852           | 1854            | مقاومة الأغواط وتقرت بقيادة الشريف محمد ابن عبد الله والسليمان و بن ناصر بن شهرة. |
| 1864           | 1884            | مقاومة أولاد سيدي الشيخ |
| 1871           | 1872            | مقاومة الحاج محمد المقراني |
| 1871           | 1872            | مقاومة محمد الكبلوتي (1871) سوق أهراس |
| 1877           | 1916            | مقاومة التوارق بالهقار والشيخ حمود بن مختار |
| 1879           |                 | ثورة الأوراس بقيادة: الشيخ محمد الصالح بن عبد الرحمن المدعو محمد بن جار الله، من قرية جار الله من عرش بني بوسليمان |
| 1912           | 1914            | ثورة بني شقران في ولايات القطاع الوهراني |
| 1954           | 1962            | ثورة التحرير الجزائرية الكبرى في كامل التراب الجزائري |

## أسباب فشل الثورات الشعبية
- التطور الفرنسي في وحداته القتالية.[24][25]
- عدم شموليتها وتنظيمها.
- اتباع أسلوب الحرب المكشوفة.
- ضعفها من ناحية العدة والعتاد.
- عدم تزامنها في وقت محدد.